# 2675 Tolkien
2675 Tolkien là một tiểu hành tinh vành đai chính, được phát hiện bởi Martin Watt vào năm 1982. Nó được đặt theo tên J.R.R. Tolkien, một nhà bác ngữ học, giáo sư đại học, và tác giả của The Hobbit và The Lord of the Rings.